# Nokia 2865i
Il Nokia 2865i è un  telefono cellulare prodotto dall'azienda finlandese Nokia.

## Caratteristiche
- Dimensioni: 105 x 42 x 18 mm
- Massa: 94  g
- Risoluzione display: 128 x 160 pixel a 262.144 colori
- Durata batteria in conversazione: 4 ore
- Durata batteria in standby: 336 ore (14 giorni)
- Memoria: 12 MB
- Bluetooth